# SH2B3
SH2B3 (англ. SH2B adaptor protein 3) — адаптерный белок, кодируется геном человека SH2B3.

## Функция
Белок SH2B2 является адаптерным белком, связывает активирующий сигнал рецептора Т-лимфоцитов с фосфолипазой C-гамма-1, GRB2 и фосфатидилинозитол-3-киназой.

## Тканевая специфичность
SH2B3 экспрессируется в лимфоидной линии гематопоэтических клеток.

## Клиническое значение
Вариации гена SH2B3 связаны с целиакией 13-го типа, или подверженностью к глютен-чувствительной энтеропатии 13-го типа. Характеризуется нарушением всасывания в связи с воспалительным повреждением слизистой тонкого кишечника после попадания глютена пшеницы или сходных белков из ржи и овса. Вариации гена также связаны с повышенным риском развития инсулин-зависимого диабета (1-го типа), который связан с разрушением бета-клеток поджелудочной железы иммунными клетками.